# Saison 5 d'Une grenade avec ça ?
Chronologie
Saison 4 Saison 6
Cet article présente le guide des épisodes de la cinquième saison de la série télévisée québécoise Une grenade avec ça? dans l'ordre de la première diffusion.

## Liste des épisodes

### Épisode 1:Déjà vu, déjà vécu
- Québec : sur VRAK

### Épisode 2:Lothar est mort, vive Lothar
- Québec : sur VRAK

### Épisode 3:Amnésie internationale
- Québec : sur VRAK

### Épisode 4:La French connection
- Québec : sur VRAK

### Épisode 5:24 heures
- Québec : sur VRAK

### Épisode 6:Fidji Compagna-Pître
- Québec : sur VRAK

### Épisode 7:Salut Bonhomme
- Québec : sur VRAK

### Épisode 8:Le Retour de JiCi
- Québec : sur VRAK

### Épisode 9:Danny le déchiqueteur
- Québec : sur VRAK

### Épisode 10:Le Faux mensonge
- Québec : sur VRAK

### Épisode 11:Déroule ta boulette
- Québec : sur VRAK

### Épisode 12:L'Ouragan Patsy
- Québec : sur VRAK

### Épisode 13:Deux lièvres et quatre écureuils
- Québec : sur VRAK

### Épisode 14:Qui aime bien, châtie bien
- Québec : sur VRAK

### Épisode 15:Trop inspirée
- Québec : sur VRAK

### Épisode 16:Fatale attraction
- Québec : sur VRAK

### Épisode 17:Beau papa Pître
- Québec : sur VRAK

### Épisode 18:Le Doigt sur le bobo
- Québec : sur VRAK

### Épisode 19:Opération jeanots
- Québec : sur VRAK

### Épisode 20:Le Monde est gros
- Québec : sur VRAK

### Épisode 21:Gang des fast-foods
- Québec : sur VRAK

### Épisode 22:Pattes de grenouilles
- Québec : sur VRAK

### Épisode 23:Métro, boulot, chaos
- Québec : sur VRAK

### Épisode 24:La Faillite
- Québec : sur VRAK

### Épisode 25:Vampires
- Québec : sur VRAK

### Épisode 26:Vente de fermeture
- Québec : sur VRAK